# Франсуаза Мадлен Орлеанская
Франсуа́за Мадле́н Орлеа́нская (фр. Françoise Madeleine d'Orléans, итал. Francesca Maddalena d'Orléans; 13 октября 1648, Сен-Жерменский дворец — 14 января 1664, Королевский дворец в Турине) — французская принцесса, в замужестве герцогиня Савойская.
Франсуаза Мадлен приходилась двоюродной сестрой как своему мужу Карлу Эммануилу II, так и королю Франции Людовику XIV. Принцесса скончалась меньше, чем через год после заключения брака и, таким образом, меньше других носила титул герцогини Савойской.

## Ранние годы

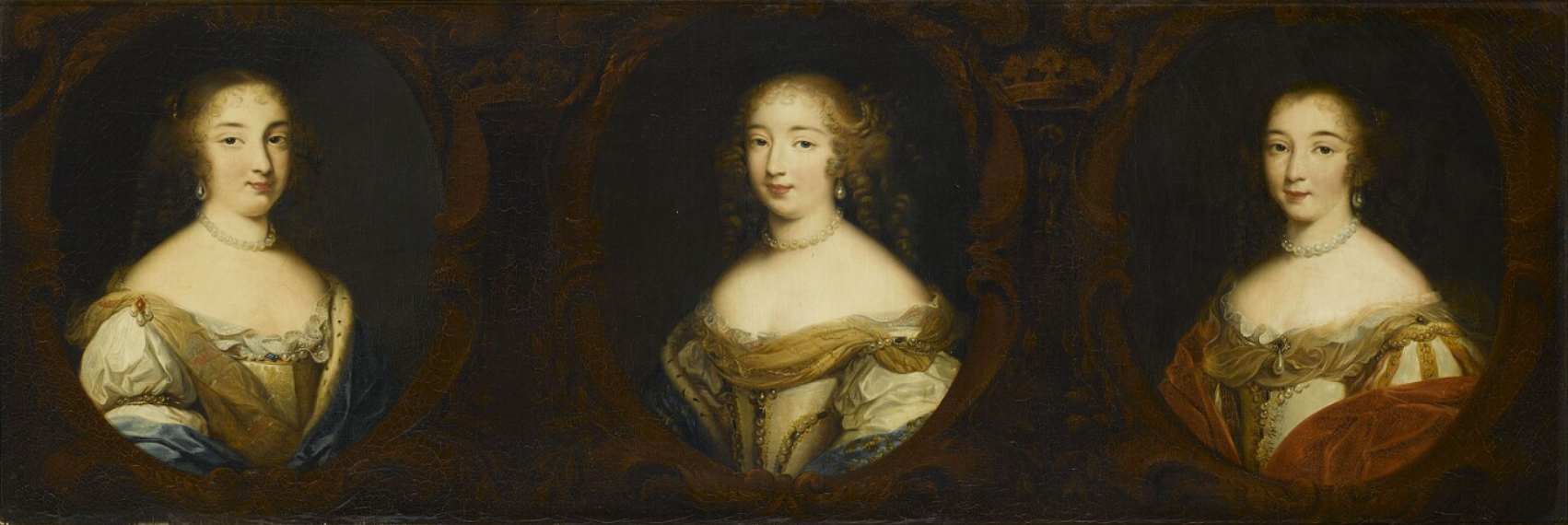
«Дочери Гастона Орлеанского и Маргариты Лотарингской», Луи-Эдуард Риол, 1840 год.
Слева направо: Елизавета Маргарита, Маргарита Луиза и Франсуаза Мадлен

Франсуаза Мадлен родилась в 1648 году в Сен-Жерменском дворце, недалеко от французской столицы. Была третьим ребёнком и третьей дочерью Гастона, герцога Орлеанского, и его второй жены Маргариты Лотарингской. С рождения девочку называли Мадмуазель де Валуа, что являлось производным от одного из вспомогательных титулов отца. Принцесса росла в Шато де Блуа и воспитываясь с сёстрами и Луизой де Лавальер, будущей фавориткой Людовика XIV. Франсуаза Мадлен была любимой сестрой Великой Мадмуазель, наследницы герцога Орлеанского, матерью которой была первая жена Гастона Мария де Бурбон, герцогиня де Монпансье. Гастон умер в 1660 году; мать принцессы больше замуж не выходила. Будучи внучкой французского короля по мужской линии, Франсуаза Мадлен получила право именоваться petite-fille de France («внучка Франции»).
Под давлением со стороны её тётки Кристины, вдовствующей герцогини Савойской, Франсуаза Мадлен была обручена с её сыном Карлом Эммануилом II. Кристина, бывшая до этого регентом при своём сыне, выбрала ему в жены послушную племянницу, чтобы иметь возможность влиять на герцогскую чету. Помолвка была одобрена Кардиналом Мазарини, который ранее отверг кандидатуру слишком амбициозной Марии Джованны Савойско-Немурской.

## Герцогиня Савойская
4 марта 1663 года в Луврском дворце был заключён брак по доверенности; 3 апреля 1663 года в Анси состоялась официальная церемония в присутствии обоих супругов. Из Анси пара отправилась в столицу Савойского герцогства, Турин, куда прибыли 15 июня 1663 года. В Савойе молодую герцогиню стали называть на итальянский манер Франческой Магдалиной.
27 декабря 1663 года умерла мать Карла Эммануила Кристина Французская. Молодая герцогиня, тосковавшая по дому, успела сблизитья со своей свекровью и была опечалена её смертью. Сама Франсуаза Мадлен неожиданно умерла в начале 1664 года в Королевском дворце в Турине в возрасте 15 лет, оставив Карла Эммануила бездетным вдовцом. Убитый горем герцог устроил пышные похороны в Туринском соборе.
После смерти кузины Людовик XIV пытался устроить новый брак Карла Эммануила с Великой Мадмуазель, но герцог отверг предложение. Стало ясно, что Карл Эммануил II желает брака с Марией Джованной Савойско-Немурской, которая была членом его собственного дома и которая однажды уже рассматривалась на роль его жены. Людовик XIV поддержал желание герцога. Ранее Карл Эммануил получил предложение о браке с Марианной Австрийской; опасаясь потери влияния в герцогстве король Людовик посоветовал герцогу дать отказ. В мае 1665 года Карл Эммануил женился на Марии Джованне.